# Hinrich Medau

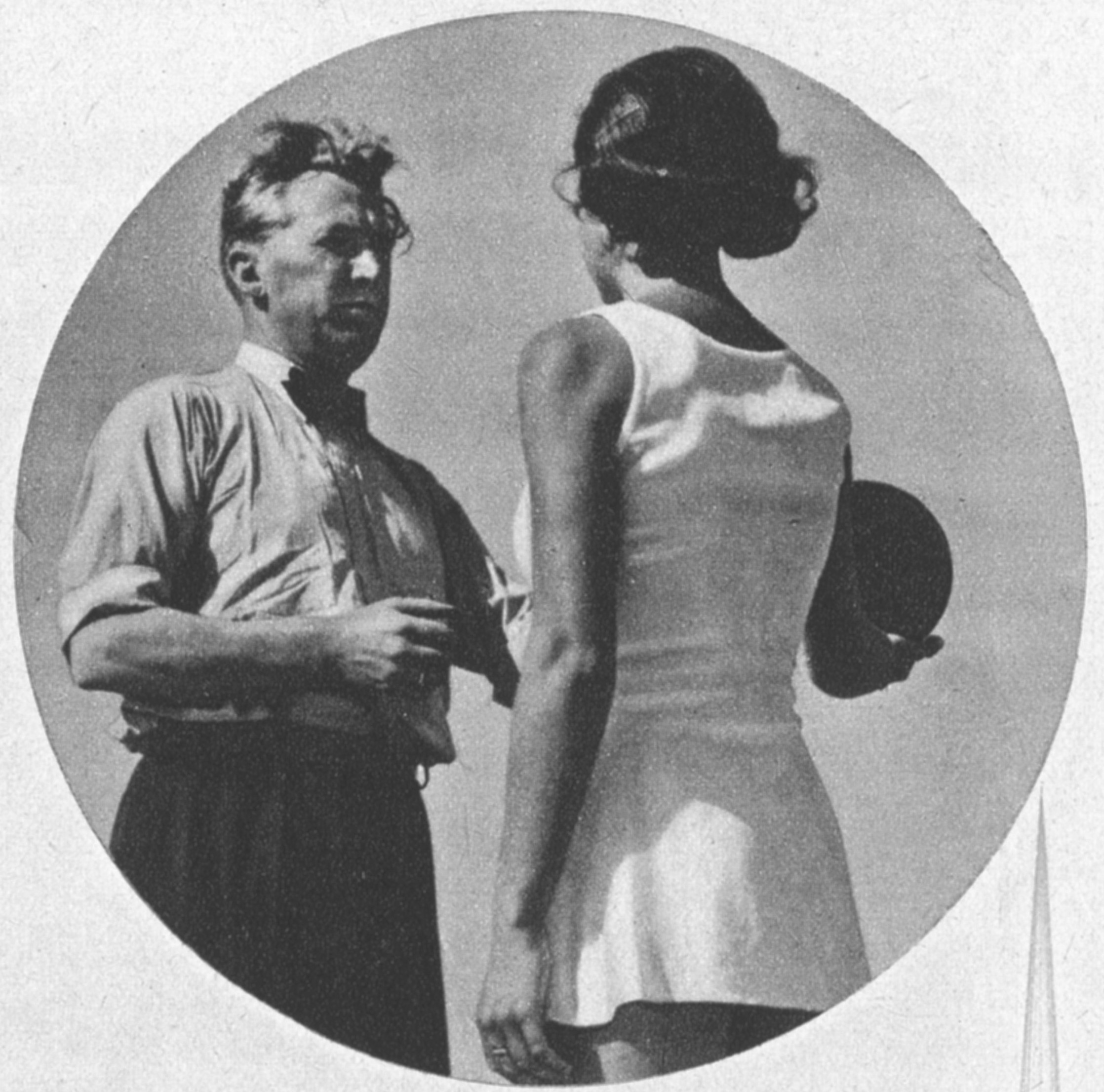
Hinrich Medau (März 1938)

Hinrich Medau (* 13. Mai 1890 in Süderstapel; † 1. Januar 1974 in Gießen) war deutscher Pädagoge und Gymnastiklehrer, der vor allem für die Entwicklung der Medau-Gymnastik bekannt ist. Diese Bewegungsform entstand in den 1920er Jahren in Berlin und war geprägt von den ästhetischen und kulturellen Strömungen dieser Zeit, die eine ganzheitliche Betrachtung von Körper, Geist, Musik und ein neues Frauenbild betonen sollten.

## Leben
Medau stammte aus einer Schleswig Holsteinischen Bauernfamilie und besuchte bis 1904 die Dorfschule in Süderstapel. Schon früh zeigte sich sein Interesse an Musik und Bewegung, doch erst während seiner Ausbildungszeit zum Volksschullehrer im Lehrerseminar in Handersieben wurde dieses Talent gezielt gefördert. 1910 und 1912 legte er seine beiden Staatsexamen für den Lehrerberuf ab. 1913 nahm er eine Position als Lehrer und Organist in Lissabon an, 1916 eine ähnliche Stelle in Madrid. In diesen Jahren begegnete er auch der rhythmischen Gymnastik, die sich in Deutschland entwickelte. Diese Methode, die Musik und Bewegung verband, erkannte er als eine Chance, den traditionellen Sportunterricht in Schulen zu revolutionieren.
1922 kehrte Hinrich Medau nach Deutschland zurück und schloss sich der Gymnastikbewegung von Rudolf Bode an. Er assistierte und studierte bei Bode Gymnastik in München und Berlin. Dieses Studium führte ihn in den Mittelpunkt der damaligen Debatten über Sport, Gymnastik und Turnen. Ab diesem Zeitpunkt widmete er sich vollständig der Gymnastik und gab den Schuldienst auf. An der Gymnastikschule von Rudolf Bode in München machte er 1924 sein Diplom als Gymnastiklehrer, lernte seine spätere Frau Senta kennen und leitete anschließend eine Zweigstelle der Gymnastikschule Bodes in Berlin. 1929 gründete Medau gemeinsam mit seiner Frau Senta Medau, Gymnastiklehrerin aus Dresden, in Berlin-Schöneberg seine eigene Gymnastikschule die „Gymnastikschule Medau“ mit seinem eigenen Stil – der Medau-Gymnastik, die viele Frauen der Weimarer Republik ansprach.

### Die Entwicklung der Medau-Gymnastik
In den 1920er Jahren entwickelte Medau die sogenannte „Medau-Gymnastik“, die darauf abzielte, die ästhetische Bewegung des Körpers durch Rhythmik, Tanz und Gymnastik zu fördern. Diese Methode legte großen Wert auf Harmonie, fließende Bewegungen und die Verbindung von Körper und Musik. Dabei verband Medau Elemente des klassischen Tanzes, der Gymnastik und der Atemtechniken zu einem ganzheitlichen Ansatz, der insbesondere die weibliche Ausdruckskraft betonte.

### Die Medau-Schule
Im Jahr 1929 gründete Hinrich Medau die Medau-Schule in Berlin, die sich rasch als eine der führenden Institutionen für ganzheitliche Bewegung und Gymnastik etablierte. Die Schule wurde zu einem Zentrum für kreative und ästhetische Körperbildung, das besonders in den 1930er Jahren eine große Anziehungskraft auf junge Frauen ausübte, die eine moderne und künstlerische Ausdrucksform suchten.

### Der Einfluss der 1920er Jahre
Die 1920er Jahre waren für die Medau-Gymnastik eine entscheidende Zeit, da die kulturellen Strömungen dieser Ära das Verständnis von Körperlichkeit und Ästhetik stark beeinflussten. In dieser Periode gewann die Vorstellung von einem gesunden, ausdrucksstarken Körper an Bedeutung und die Medau-Gymnastik wurde zu einem Symbol für ein modernes, selbstbestimmtes Körpergefühl.
Die Medau-Gymnastik entstand wie diverse andere Bewegungs- und Gymnastik-Richtungen der Zeit aus der Idee der „Sozialgymnastik“. Sie verstand sich als ganzheitliches Gesundheitskonzept. Durch Bewegung im Freien sollte der Körper, aber auch die Seele gestärkt werden. Pionierinnen wie Genevieve Stebbins, Bess Mensendiek, Hede Kallmeyer, Dora Menzer und Eleonore Duncan prägten eine neue Art der Bewegungskultur, die sich auf tänzerische, funktionelle und künstlerische Gymnastik konzentrierte. Dabei rückte die Förderung von Gesundheit durch Bewegung und der damit verbundene soziale Anspruch – ein Ansatz, den bereits 1774 der Reformpädagoge Johann Bernard Basedow betonte – zunehmend in den Hintergrund. Stattdessen stand in der klassischen Schulsportpädagogik immer stärker die Zweckmäßigkeit des Körpers im Vordergrund. Auch Johann Friedrich GutsMuths, Pädagoge und Verfechter der Leibeserziehung, entwickelte die Ansätze von Johann Basedow weiter. Für ihn war Gymnastik mehr als eine körperliche Betätigung gegen die „Verweichlichung der Jungen“ oder zur Förderung eines „natürlichen männlichen Wesens“. Er sah darin vor allem eine ganzheitliche Form der Gesundheitspflege, die Bewegung an der frischen Luft, gesunde Ernährung und kalte Waschungen einschloss. Dabei ließ er sich nicht nur von den Idealen der Aufklärung, etwa durch Rousseau, inspirieren, sondern auch von den alten Griechen, die schon vor etwa 2700 Jahren in ihren „Gymnasien“ verschiedenste Übungen zur Förderung von Körper und Geist sowie zur Prävention von Krankheiten praktizierten.

### Die Medau-Gymnastik
Die Medau-Gymnastik bleibt ein bedeutender Teil der ästhetischen Bewegung und der Körperkultur des frühen 20. Jahrhunderts und den Strömungen des Frauen-Sports und Tanzes der Weimarer Republik, die tief in den kulturellen Strömungen der 1920er Jahre verwurzelt ist.
Bis zum Zweiten Weltkrieg war Medau auch international als führender Pädagoge für Gymnastik anerkannt. Seine Arbeit ist eng mit der deutschen Gymnastikbewegung um die Jahrhundertwende verbunden, die einen ganzheitlichen, intuitiven Ansatz in der Bewegung verfolgte. Seine praktischen Ziele umfassten die Förderung von Gesundheit, guter Haltung und kultivierter Bewegung zur Unterstützung der persönlichen Entwicklung. Gemeinsam mit Irmela Doebner entwickelte er in Berlin ein rhythmisches Bewegungskonzept, das auf den Prinzipien von Rudolf Bode beruhte und die Förderung individueller Bewegungsfähigkeiten sowie des Ausdrucks in den Mittelpunkt stellte. Grundlegende Bewegungsmuster wurden hierbei auf eine Vielfalt an Bewegungsformen ausgeweitet, wobei der Einsatz von Handgeräten die spielerische Dimension der Gymnastik verstärkte. Durch Improvisationen am Klavier sollten Schülerinnen zudem die Fähigkeit entwickeln, Bewegung musikalisch zu begleiten.
In der Coburger Phase wurde dieses Konzept durch die sogenannte „Organgymnastik“ erweitert, basierend auf der Atemtherapie von Dr. Ludwig Schmitt. Ziel dieser Methode war es, das Bewusstsein für die Verbindung von Atmung und Bewegung zu fördern. Medau hat durch seine Arbeit langfristig zur Erforschung und Weiterentwicklung der Gymnastik beigetragen und wichtige Grundlagen geschaffen, die über seine Zeit hinaus Bedeutung haben.

### Hinwendung zum Nationalsozialismus

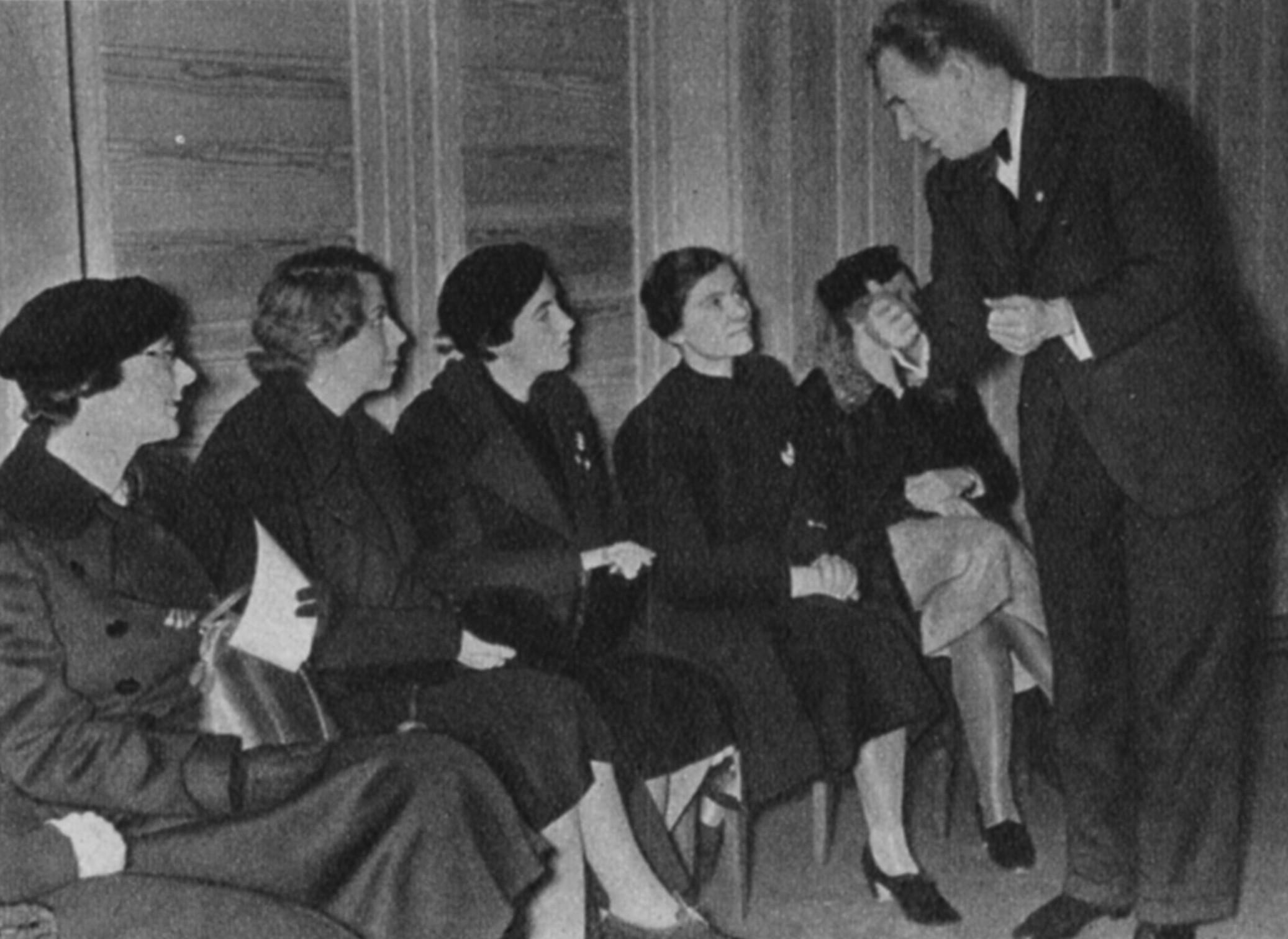
Hinrich Medau mit einer Besuchergruppe aus Spanien, Mai 1938

Bereits zum 1. Dezember 1931 trat Medau in die NSDAP ein (Mitgliedsnummer 798.010). Für Vorführungen bei den Olympischen Sommerspielen 1936 erhielt Medau den Auftrag, eine Gymnastik mit den olympischen Symbolen der olympischen Ringe zu gestalten. Erstmals wurden hier Ringe in die Gymnastik einbezogen. 1938 stellte Medau seine Arbeit auch in den Dienst des „Bunds Deutscher Mädel“ (BDM). Medau hatte Einfluss auf das Ausbildungssystem, die Gymnastik sowie die Lehrgänge für „Sportwartinnen“ des BDM. Einige seiner Schülerinnen traten auch bei zahlreichen öffentlichen Veranstaltungen auf und wirkten im Propagandafilm „Glaube und Schönheit“ mit. Medau wurde 1938 zum „Stammführer“ im „Amt für körperliche Ertüchtigung der Reichsjugendführung“ im Reichserziehungsministerium befördert. 1939 wurde er „Bannführer“ als Leiter der „Gymnastikschule der Reichsjugendführung“, die sich in der Reichssportschule 3 Stuttgart-Degerloch befand, wobei der letzte Titel wahrscheinlich eher eine Art Ehrentitel war. Medau war überzeugter Nationalsozialist mit rassistischen und völkischen Ansichten. Gymnastik sollte in seinen Augen auch der Gesinnungsbildung und weltanschaulichen Schulung dienen.
1943 floh Medau mit seiner Frau und vier Kindern nach Breslau und versuchte, die Medau-Schule dort weiterzuführen. 1944 organisierte die Schule eine große Vorführung beim Reichssportfest der Hitler-Jugend. Im selben Jahr wurde Medau zum Volkssturm eingezogen und geriet in russische Kriegsgefangenschaft. Er konnte nach Brekling in Schleswig-Holstein fliehen, wo er auf dem Hof seines Bruders unterkam. 1945 wurde er von der britischen Besatzungsmacht gefangen genommen und war bis Anfang 1947 zuerst im Internierungslager Neumünster-Gadeland und anschließend im Internierungslager Eselheide interniert und in die Kategorie IV, also als Mitläufer eingestuft.

### Neuanfang
Nach der Internierung hielt Medau sich zunächst wieder bei seinem Bruder in Brekling auf, bevor er in den Anlagen der Landessportschule Flensburg-Mürwik seine Gymnastik-Schule wieder aufbauen konnte. Leiterin wurde nun Medaus Frau Senta Medau. Hinrich Medau selbst war an der Schule nur als angestellter Lehrer tätig. Seine NS-Vergangenheit war in den folgenden Jahren mehrmals Thema öffentlicher Auseinandersetzungen. Er pflegte auch Kontakt zu ehemaligen Nationalsozialisten, die in Schleswig-Holstein lebten bzw. untergetaucht waren.
Mitte der 1950er Jahre wurde Medau ein Umzug in die Grenzgebiets-Stadt Coburg in Oberfranken durch den damaligen Stadtkämmerer und späteren Oberbürgermeister Karl-Heinz Höhn angeboten. Das durch amerikanische Besatzer als Casino genutzte Schloss Hohenfels wollte man als Internat mit einem Gymnastiksaal Medau und seiner Schule zur Verfügung stellen. Medau nahm an und seit 1954 befindet sich die Medau-Schule auf Schloss Hohenfels in Coburg.

## Vermächtnis
Medaus Gymnastik-Methode sowie die Organgymnastik, die er gemeinsam mit seiner Frau Senta entwickelte, hat bis heute Bestand und wird besonders im Bereich der musikbegleiteten Gymnastik und der ganzheitlichen Körperarbeit angewendet. Die Medau-Gymnastik ist bis heute für ihre ästhetische Ausrichtung bekannt und hat zahlreiche moderne Bewegungsformen beeinflusst.
Die Medau-Schule in Coburg, jetzt Berufsfachschule für Physiotherapie, Gymnastik, Logopädie und Ergotherapie, trägt bis heute seinen Namen und wurde seit seinem Tod 1974 bis 2010 von einem seiner Söhne, H. J. Medau weitergeführt. In dritter Generation leitet heute Peer Medau, der Enkel von Hinrich Medau, die Schule in Coburg weiter.

## Veröffentlichungen
- Rhythmische Gymnastik als tägliche Kraftquelle. Union, Stuttgart 1925 (mehrere Auflagen bis 1930)
- Meine Arbeitsweise. In: Gymnastik. Bd. 8 (1933), Heft 3/4.
- Bewegungs-Musik. 10 Klavierstücke für den Gymnastik- u. Turnunterricht. 2 Bde., Bote & Bock, Berlin 1934–1938.
- Die Gymnastik, die uns sicher allerlei gelehrt hat. In: Leibesübungen und körperliche Erziehung. Bd. 57 (1938), S. 170–172.
- Musik zur Bewegungsgestaltung: 10 Klavierstücke. Kallmeyer, Wolfenbüttel 1939.
- Deutsche Schulgymnastik. In: Leibesübungen und körperliche Erziehung. Bd. 59 (1940), Heft 1, S. 1–4.
- Deutsche Gymnastik: Lehrweise Medau. Mit 35 Fotos von Hermann Baumann. Union Deutsche Verlagsgesellschaft, Stuttgart 1940.
- Rhythmisch-musische Gymnastik: für Frauen und Mädchen in Schule und Verein. Limpert-Verlag, Frankfurt a. M. 1952 (4 Auflagen bis ca. 1960).
- Musik für moderne Gymnastik. 7 Schallpl. in Box + Beiheft Choreographien. Schallplattenverlag Kögler, Stuttgart ca. 1960.
- Moderne Gymnastik – Lehrweise Medau: ein Lehr- und Lesebuch der modernen Gymnastik. Pohl, Celle 1967.